# 瓊普努特·潘朋
瓊普努特·潘朋（羅馬化：Chompoonut Phungphon，1997年8月17日—），小名Somo，2019年於攀牙小姐選美大賽獲得冠軍後，進階參加了2019年泰國萬國小姐大賽，最終獲得亞軍第四名的殊榮，更獲得了2019泰國萬國小姐新星的封號，並代表泰國參戰2019國際旅遊小姐，最終於決賽擠身前10名，獲得2019年東南亞旅遊大使小姐的封號。現為泰國第7電視台旗下藝人。

## 早期生活
Somo於1997年8月17日出生於泰國攀牙府，畢業於泰國普吉皇家大學的公共管理學院。

## 演藝經歷
Somo自素叻他尼萬國小姐競賽獲得亞軍後，參加了2019年度攀牙小姐競賽（Miss Grand Phangnga）並奪得冠軍。之後又進階參加2019年泰國萬國小姐大賽，最終以亞軍第四名及年度萬國小姐新星之姿，代表泰國參戰2019年於馬來西亞舉辦的國際旅遊小姐大賽，榮獲2019東南亞旅遊大使小姐（Miss Southeast Asia Tourism Ambassador 2019）的殊榮。

## 影視作品

### 電視劇
| 首播年份 | 戲名             | 戲名   | 播放平台 | 角色                | 備註 |
| 首播年份 | 譯名             | 原文名 | 播放平台 | 角色                | 備註 |
| 2020年   | 《北方之愛》     |        | Ch7HD    | May                 | 客串 |
| 2021年   | 《沸騰的海》     |        | Ch7HD    | Natruedee （Nat）   | 客串 |
| 2021年   | 《當愛在靠近》   |        | Ch7HD    | Panan               | 配角 |
| 2022年   | 《虎之梨伽2022》 |        | Ch7HD    | Dara                | 配角 |
| 2022年   | 《臥底男傭》     |        | Ch7HD    | Saisamorn Suaisamoe | 客串 |
| 2022年   | 《維瑪拉的圈套》 |        | Ch7HD    | Fah                 | 客串 |
| 2022年   | 《芒刺在心2022》 |        | Ch7HD    | Nina                | 客串 |
| 2022年   | 《以槍擋道》     |        | Ch7HD    | Ratee               | 配角 |
| 2023年   | 《美味的愛2023》 |        | Ch7HD    | Inthira             | 配角 |
| 2024年   | 《最終盜劫》     |        | Ch7HD    | Sa                  | 配角 |

## 外部連結
- 瓊普努特·潘朋的Instagram帳戶（泰文）